# شين دي لا سيل
شين دي لا سيل، (بالفرنسية: Chaine De La Selle)، هي سلسلة جبال في هايتي، تقع في جزيرة هيسبانيولا.
تعتبر منطقة المحيط الهادئ هي أعلى نقطة في هايتي، حيث يبلغ ارتفاعها 2,680 متر (8,793 قدم) فوق مستوى سطح البحر.